# Skrajna Jagnięca Kopka
Skrajna Jagnięca Kopka (słow. Predná jahňacia kôpka) – płaska turnia w słowackiej części Tatr Wysokich, położona w górnym fragmencie Koziej Grani – południowo-wschodniej grani Jagnięcego Szczytu. Od Zadnich Jagnięcych Kopek na północnym zachodzie oddziela ją Skrajna Jagnięca Szczerbina, natomiast od Zadniej Żółtej Kopki na południowym wschodzie jest oddzielona Zadnią Żółtą Szczerbiną
Stoki północno-wschodnie opadają z turni do Doliny Białych Stawów, południowo-zachodnie – do Doliny Jagnięcej.
Na Skrajną Jagnięcą Kopkę, podobnie jak na inne obiekty w Koziej Grani, nie prowadzą żadne znakowane szlaki turystyczne. Najdogodniejsza droga dla taterników wiedzie na siodło mniej więcej granią od południowego wschodu z Zadniej Koziej Szczerbiny.
Pierwsze wejścia:
- letnie – Imre Barcza i Tihamér Szaffka, 10 lipca 1910 r.,
- zimowe – László Jurán, V. Jurán i Ernő Piovarcsy, 24 marca 1929 r.[2]

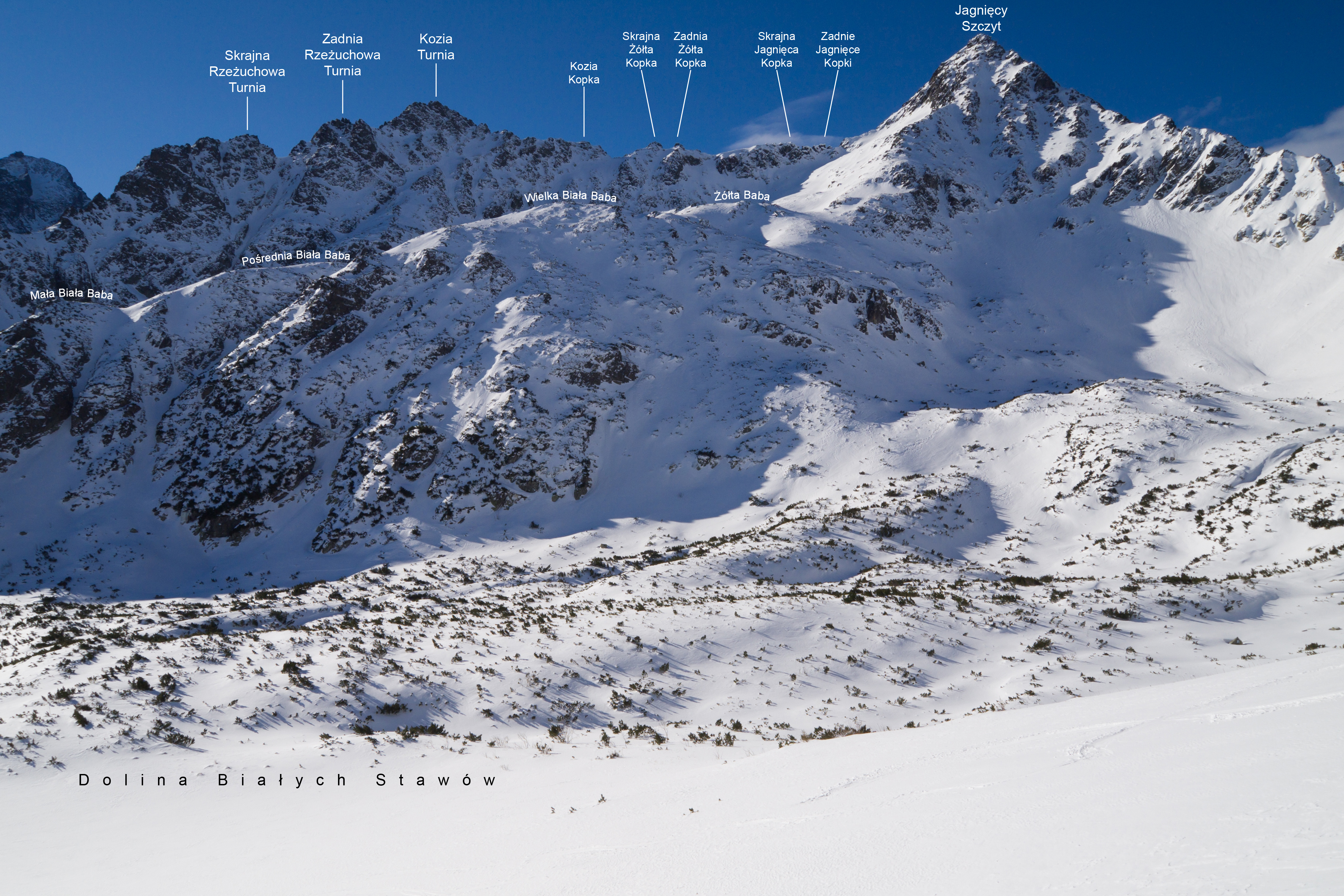
Skrajna Jagnięca Kopka wśród podpisanych obiektów